# Pier Paolo Vergerio il vecchio
Pier Paolo Vergerio il Vecchio o anche Pietro Paolo Vergerio il Vecchio (Capodistria, 23 luglio 1370 – Buda, 8 luglio 1444) è stato un umanista e pedagogista italiano.

## Biografia
Dopo gli studi di grammatica nello Studio patavino, fu lettore di dialettica a Firenze, di logica a Bologna e poi, dopo una parentesi padovana, di nuovo a Firenze dove imparò il greco da Emanuele Crisolora. Ma l'epidemia di peste scatenatasi a Firenze lo costrinse a rifugiarsi ancora una volta a Padova dove ottenne alcuni dottorati.
Nel 1405 si recò presso la corte di papa Innocenzo VII a Roma, dove scrisse la Poetica enarratio e le Quaestiones de Ecclesiae potestate, sulla grave crisi che stavano attraversando Chiesa e Papato. Fra il 1414 e il 1418 accompagnò il cardinale Bartolomeo Zabarella al Concilio di Costanza, dove svolse sottile opera diplomatica accattivandosi la stima dell'imperatore Sigismondo, che poi seguì in Boemia ed Ungheria.
Traduttore dell'Anabasi di Alessandro di Arriano, studioso di Seneca e Ippocrate, Vergerio è noto soprattutto per la commedia umanistica Paulus, ad iuvenum mores corrigendos (1388-1390) e per il trattato De ingenuis moribus et liberalibus adolescentiae studiis (1400-1402), dove espresse i nuovi valori educativi degli umanisti fiorentini, che consideravano gli studia humanitatis come i soli degni di un uomo libero e della sua vocazione mondana e civile.

## Opere
- Pro redintegranda uniendaque Ecclesia, pubblicato con introduzione e note da Carlo Combi in "Archivio storico per Trieste, l'Istria ed il Trentino" (pubblicato a Roma nel 1882), 351-74
- Historia principum Carrariensium ad annum circiter MXXXLV, pubblicato da Muratori, "Rerum ital. Script.", XVI, 113-184
- Vita Petrarcae, pubblicato da Giacomo Filippo Tomasini in Petrarca redivivus (pubblicato a Padova nel 1635)
- Paulus, ad iuvenum mores corrigendos, commedia umanistica scritta fra il 1388 e il 1390
- De ingenuis moribus ac liberalibus studiis (scritto fra il 1400 e il 1402, primo trattato sulla educazione corretta dei principi)
- Epistolario: le sue lettere, in numero di 146, furono pubblicate da Luciani (Venezia, 1887)
- Opere ancora in manoscritto: una versione latina di Arriano, Gesta Alexandri Magni, una Vita di Seneca, un panegirico su San Girolamo, alcune commedie, satire, e altri poemi.